# Lind Ridge
Lind Ridge ist ein Gebirgskamm im westantarktischen Marie-Byrd-Land. In der Ames Range bildet er die Südwand des Coleman-Gletschers.
Der United States Geological Survey kartierte ihn anhand eigener Vermessungen und Luftaufnahmen der United States Navy aus den Jahren von 1959 bis 1965. Das Advisory Committee on Antarctic Names benannte ihn 1974 nach dem Glaziologen Larry W. Lind, der zwischen 1968 und 1969 auf der Byrd-Station tätig war.